# Rooigemsebeekvallei
De Rooigemsebeekvallei of Vallei van de Rooigem(se)beek is een natuurgebied in de Vlaamse Ardennen in Zuid-Oost-Vlaanderen (België). Het gebied strekt zich uit langs de vallei van de Rooigem(se)beek op het grondgebied van de stad Oudenaarde (deelgemeente Mullem). Een deel van het gebied wordt sinds 2005 door Natuurpunt beheerd als erkend natuurreservaat. 

## Landschap
De Rooigem(se)beekvallei strekt zich uit tussen de dorpen Huise (Zingem), Mullem (Oudenaarde) en Wannegem-Lede (Kruisem). Het gebied bestaat uit een valleibos, valleigrasland, ruigten, poelen en vijvers. Begin jaren 90 werd er in het kader van de VLM-ruilverkavelingen een wachtbekken aangelegd tegen overstromingen, alsook vistrappen en een rietveld voor waterzuivering.

## Fauna
In het valleigebied van de Rooigem(se)beek komen allerlei diersoorten voor: haas, vos, steenmarter, bunzing, hermelijn en wezel, veldmuis, bosmuis, dwergmuis, ijsvogel, dodaars, buizerd, steenuil, bruine kiekendief, kwartel, watersnip, houtsnip, veldleeuwerik, vinpootsalamander en rouwmantel. 

## Flora
De Rooigem(se)beekvallei herbergt talloze planten zoals middelste waterranonkel, bosbingelkruid, slanke sleutelbloem, gele dovenetel, bosereprijs, ijle zegge, moeraswalstro, paarse schubwortel en bosbies.

## Natuurbeleving
Door het gebied heen loopt de bewegwijzerde wandelroute 'Rooigemsebeek' (5,5 of 12,3 km). Ze start op het dorpsplein van Mullem.

## Afbeeldingen

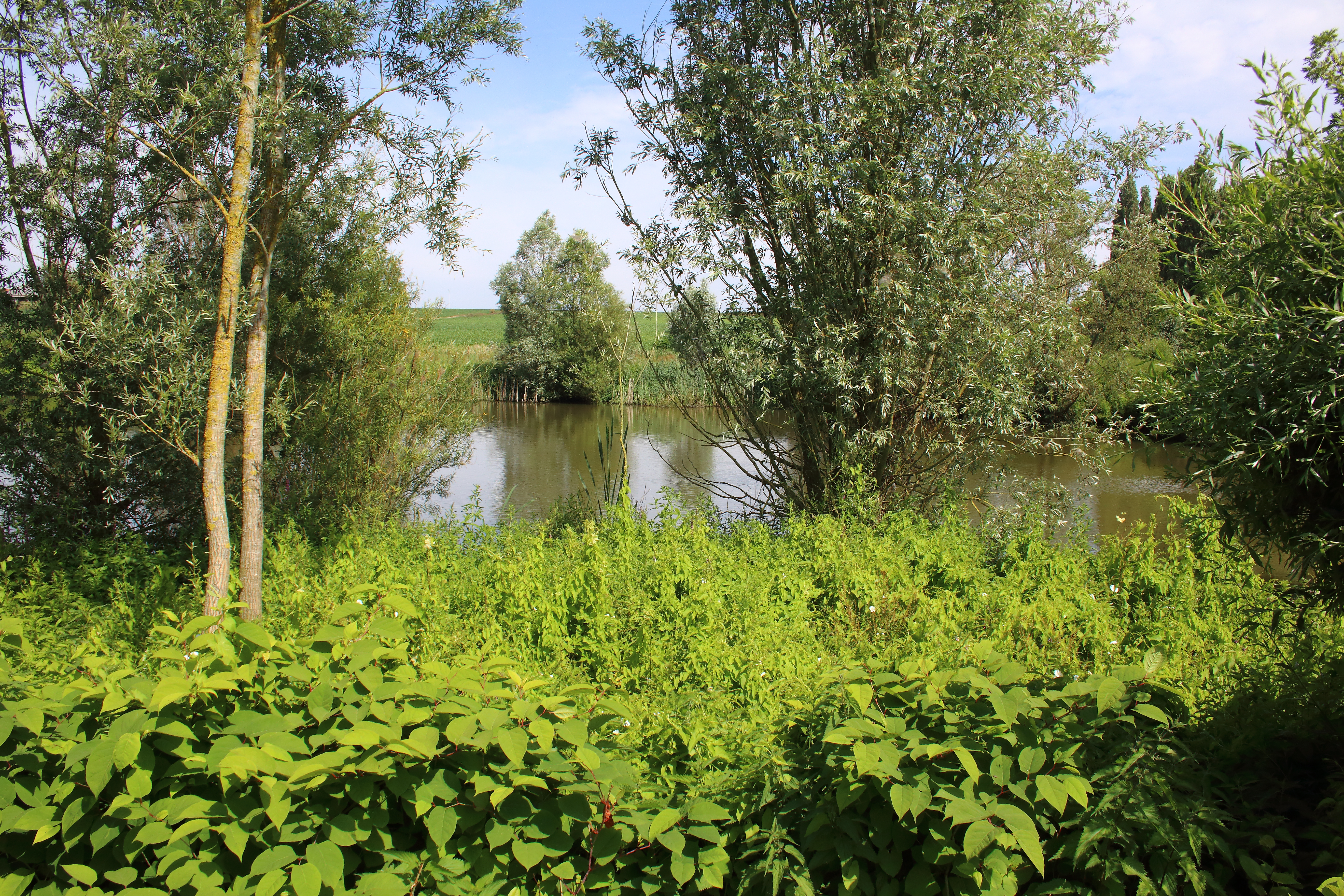
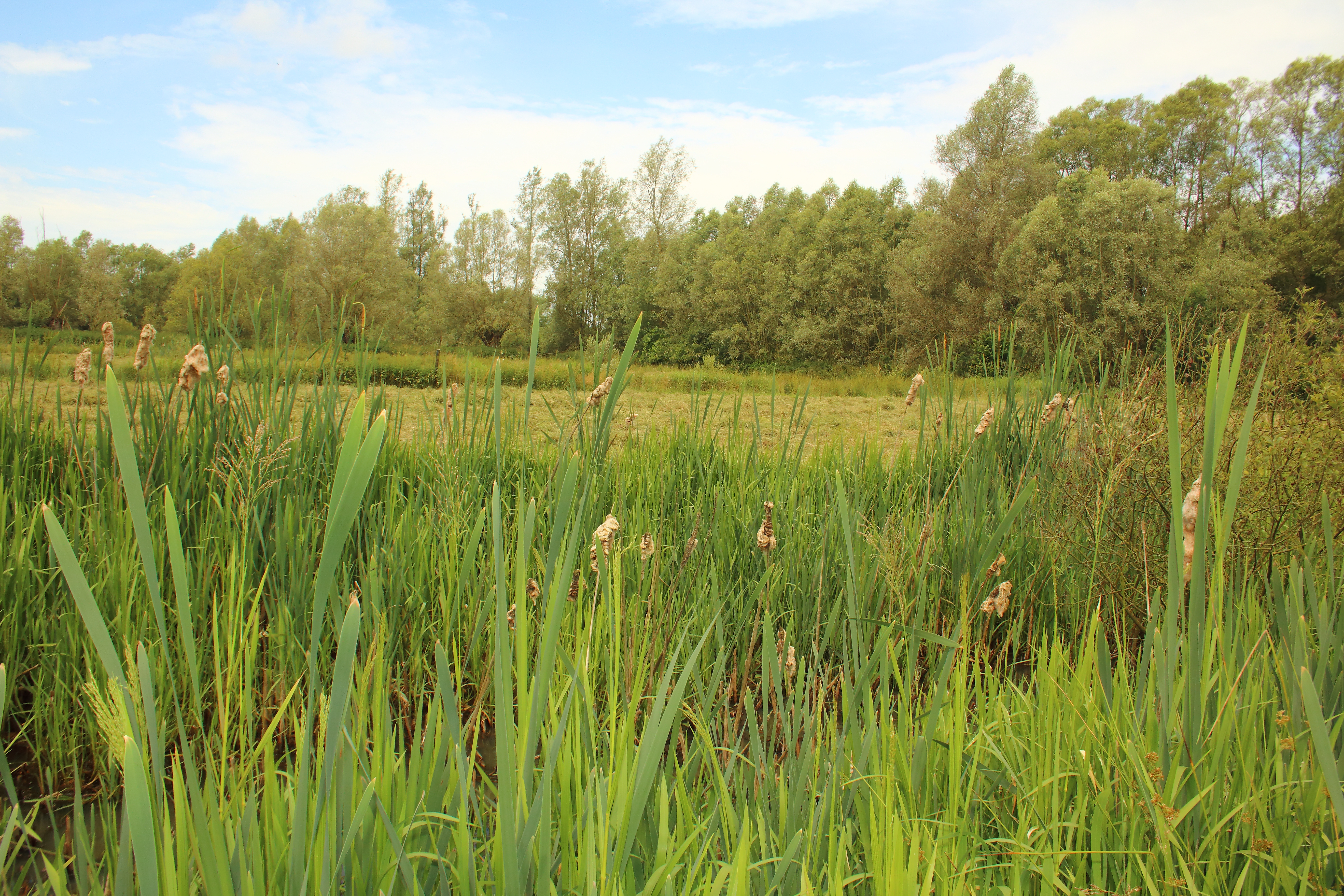
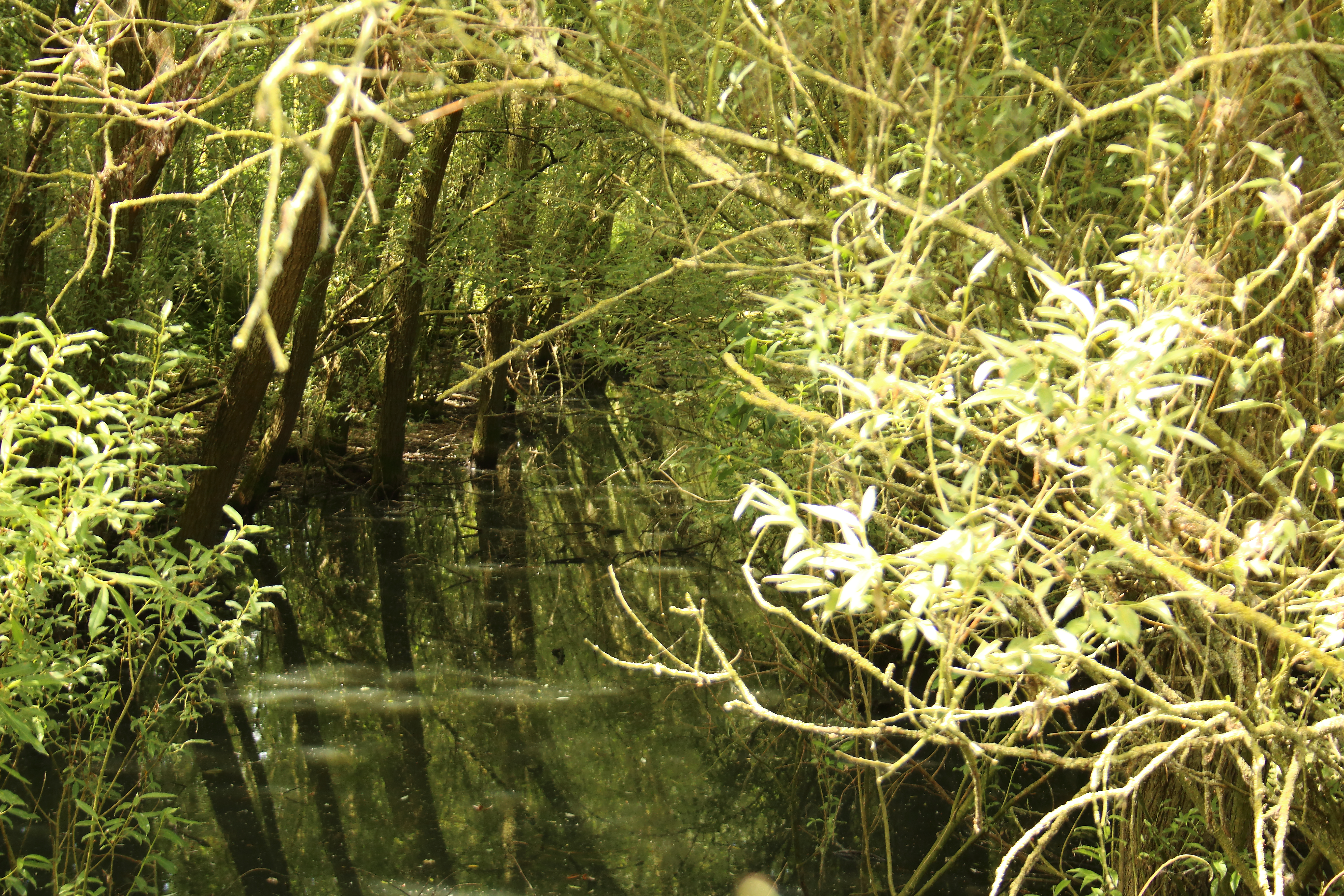